# Horn-soddisfacibilità
In logica, la Horn-soddisfacibilità (in inglese Horn-satisfiability, or HORNSAT) è il problema di decidere se una congiunzione di clausole di Horn proposizionali è soddisfacibile. Il problema, così come le clausole Horn, prende il nome da Alfred Horn.
Una clausola di Horn è una clausola con al più un letterale positivo e un qualunque numero di letterali negativi. Una formula Horn è una formula proposizionale in forma normale congiuntiva composta da clausole Horn.
Il problema HORNSAT è noto essere P-completo, ovvero rientra tra i problemi "più difficili" e "più espressivi" risolvibili in tempo polinomiale. Anche l'estensione del problema per formule Horn quantificate può essere risolto in tempo polinomiale.
Corrispettivi analoghi del problema di Horn-soddisfacibilità possono essere formulati anche per logiche proposizionali polivalenti. Gli algoritmi per risolvere questi problemi solitamente non sono lineari, ma alcuni di essi sono polinomiali.

## Algoritmo
Il problema di Horn-soddisfabilità è risolvibile da un algoritmo di complessità temporale lineare.
Segue un esempio di algoritmo polinomiale che verifica la Horn-soddisfacibilità ricorsivo.
- Una prima condizione di terminazione è una formula in cui tutte le clausole attualmente esistenti contengono letterali negativi. In questo caso, tutte le variabili attualmente presenti nelle clausole possono essere impostate su false.
- Una seconda condizione di terminazione è una clausola vuota. In questo caso, la formula non ha soluzioni.
- Negli altri casi, la formula contiene una clausola unitaria positiva {\displaystyle l}, quindi si esegue una propagazione unitaria (unit propagation): il letterale {\displaystyle l} viene impostato a vero, tutte le clausole contenenti {\displaystyle l} vengono rimosse e tutte le clausole contenenti {\displaystyle \neg l} vengono rimosse da questo letterale. Il risultato è una nuova formula di Horn, su cui possiamo reiterare l'algoritmo.

L'algoritmo di cui sopra permette di determinare l'eventuale assegnazione che rende vera la formula: tutte le variabili contenute in una clausola unitaria sono impostate al valore che soddisfa la clausola stessa; tutti gli altri letterali sono impostati a falso. L'assegnazione risultante è il modello minimale della formula Horn, ovvero, l'assegnazione avente un insieme minimale (rispetto all'inclusione) di variabili vere.
Usando un algoritmo lineare per la propagazione unitaria, l'algoritmo è eseguito in tempo lineare rispetto alla dimensione della formula.

### Esempi

#### Caso banale
Nella formula Horn
{\displaystyle (\neg a\lor \neg b\lor c)\,\land }
{\displaystyle (\neg b\lor \neg c\lor d)\,\land }
{\displaystyle (\neg f\lor \neg a\lor b)\,\land }
{\displaystyle (\neg e\lor \neg c\lor a)\,\land }
{\displaystyle (\neg e\lor f)\,\land }
{\displaystyle (\neg d\lor e)\,\land }
{\displaystyle (\neg b\lor \neg c)},
ciascuna clausola ha un letterale negato. Quindi, impostando ogni variabile a falso tutte le formule saranno soddisfatte.

#### Caso soddisfacibile
Nella formula Horn
{\displaystyle (\neg a\lor \neg b\lor c)\,\land }
{\displaystyle (\neg b\lor \neg c\lor f)\,\land }
{\displaystyle (\neg f\lor b)\,\land }
{\displaystyle (\neg e\lor \neg c\lor a)\,\land }
{\displaystyle (f)\,\land }
{\displaystyle (\neg d\lor e)\,\land }
{\displaystyle (\neg b\lor \neg c)},
una clausola forza f ad essere vero, per cui impostiamo f a vero e semplifichiamo come segue:
{\displaystyle (\neg a\lor \neg b\lor c)\,\land }
{\displaystyle (b)\,\land }
{\displaystyle (\neg e\lor \neg c\lor a)\,\land }
{\displaystyle (\neg d\lor e)\,\land }
{\displaystyle (\neg b\lor \neg c)}.
Ora b dev'essere vero. La semplificazione restituisce:
{\displaystyle (\neg a\lor c)\,\land }
{\displaystyle (\neg e\lor \neg c\lor a)\,\land }
{\displaystyle (\neg d\lor e)\,\land }
{\displaystyle (\neg c)}.
Ci siamo così ricondotti ad un caso banale, per cui le variabili rimanenti possono essere tutte impostate a falso. L'assegnazione risultante è:
{\displaystyle a=false},
{\displaystyle b=true},
{\displaystyle c=false},
{\displaystyle d=false},
{\displaystyle e=false},
{\displaystyle f=true}.

#### Caso insoddisfacibile
Nella formula Horn
{\displaystyle (\neg a\lor \neg b\lor c)\,\land }
{\displaystyle (\neg b\lor \neg c\lor f)\,\land }
{\displaystyle (\neg f\lor b)\,\land }
{\displaystyle (\neg e\lor \neg c\lor a)\,\land }
{\displaystyle (f)\,\land }
{\displaystyle (\neg d\lor e)\,\land }
{\displaystyle (\neg b)},
una clausola forza f ad essere vero, il che ci permette di semplificare come segue:
{\displaystyle (\neg a\lor \neg b\lor c)\,\land }
{\displaystyle (b)\,\land }
{\displaystyle (\neg e\lor \neg c\lor a)\,\land }
{\displaystyle (\neg d\lor e)\,\land }
{\displaystyle (\neg b)}.
Ora b dev'essere vero, da cui abbiamo:
{\displaystyle (\neg a\lor c)\,\land }
{\displaystyle (\neg e\lor \neg c\lor a)\,\land }
{\displaystyle (\neg d\lor e)\,\land }
{\displaystyle ()}.
Avendo ottenuto una clausola vuota, la formula iniziale è insoddisfacibile.